# Swintonia
Genre
Classification phylogénétique

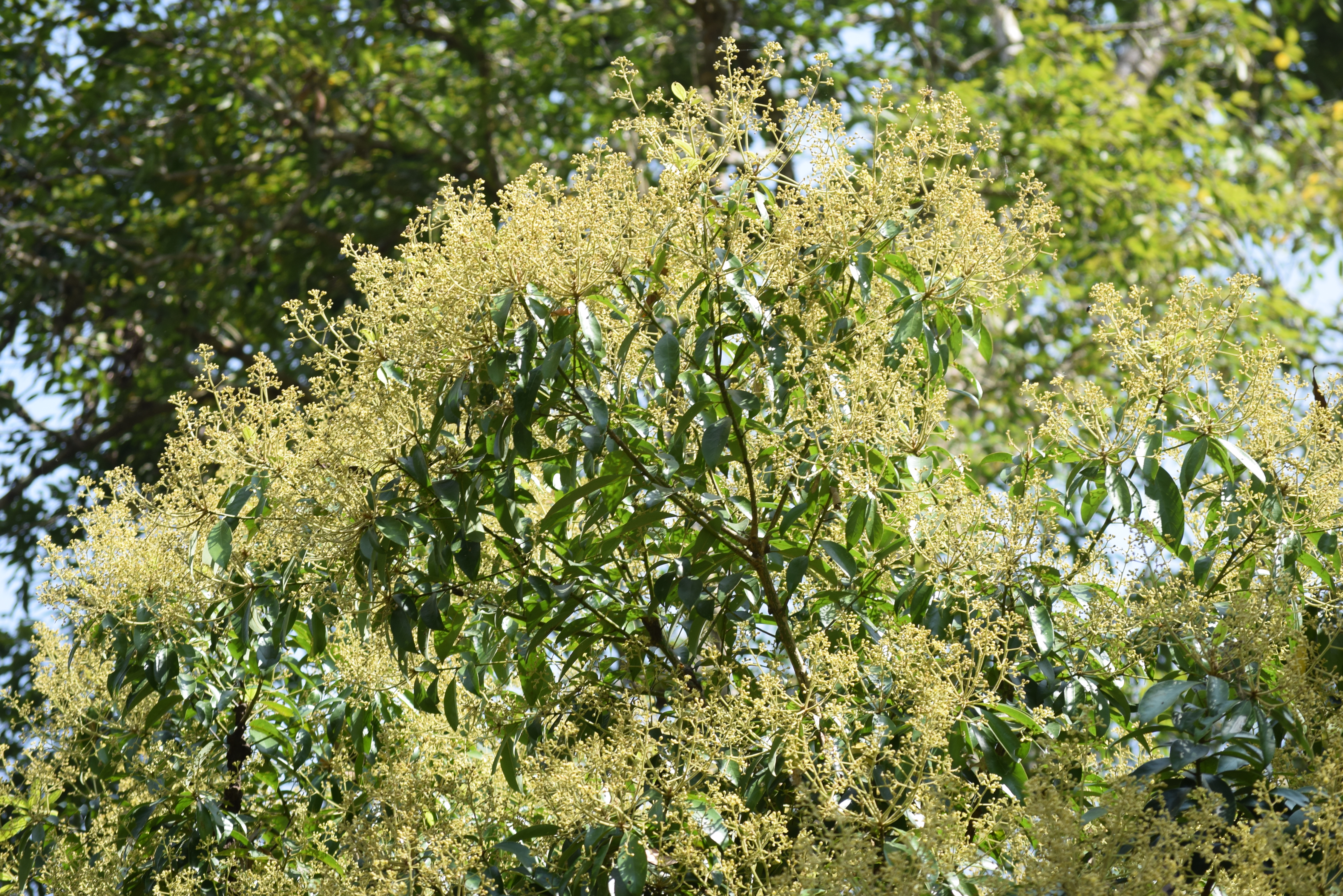
Swintonia en fleurs

Swintonia est un genre d'arbres de la famille des Anacardiaceae.

## Liste d'espèces
Cette liste n'est pas exhaustive.
- Swintonia acuminata Merr.
- Swintonia acuta Engl.
- Swintonia elmeri Merr.
- Swintonia floribunda Griff.
- Swintonia robinsonii Ridl.
- Swintonia spicifera Hook.